# Zioniten (Norwegen)
Die Zioniten (norwegisch/dänisch: Zioniter bzw. Zionitter) waren eine radikal-pietistische Glaubensgruppe, die sich im 18. Jahrhundert von den Evangelisch-Lutherischen Kirche in  Norwegen absonderte.
In Norwegen, das damals noch Teil des dänisch-norwegischen Gesamtstaates war, etablierte sich unter dem Einfluss des dänischen Theologen Søren Jensen Bølle im 18. Jahrhundert eine radikal-pietistische Glaubensgemeinschaft mit dem Namen Zioniten. Bølle war 1737 mit den täuferisch-pietistischen Tunkern in Krefeld in Berührung gekommen. Im norwegischen Drammen wandte er sich den dortigen Herrnhutern zu. In den 1740ern brach er schließlich ganz mit der Evangelisch-Lutherischen Kirche. Ziel der neuen radikal-pietistischen Glaubensgruppe war es, ein Reich des Königs von Zion zu errichten, ein „allgemeines Reich Christi“ zu gründen. Dabei verwarfen sie die Kindertaufe und praktizierten stattdessen die Gläubigentaufe ausschließlich mit Angehörigen ihrer Gemeinschaft. Das Abendmahl wurde nicht gehalten. Männer trugen in der Regel lange Bärte und lederne Gürtel um den Leib oder weiße Binden um den Arm, auf welche das Wort „Zion“ und eine „geheimnisvolle Zahl“ genäht war. Der Prophet der Gruppe hieß Jürgen Kleinow, ihr Apostel war Søren Bølle. Ihre Zusammenkünfte hielten sie zuweilen auf einem Hügel und ihr Gebet täglich „unter großem Geschrei“ im Freien.
1743 wurde die Gemeinschaft aus Norwegen verwiesen, erhielt aber von König Christian IV. die Erlaubnis sich im zum dänischen Gesamtstaat gehörenden Altona niederzulassen. Aufgrund ihrer Ablehnung aller gesetzlicher Ordnung wurde ihnen aber schon 1744 von der Regierung befohlen, den Gesamtstaat zu verlassen. Einige wanderten aus und strebten eine Vereinigung mit den Mennoniten an, von denen sie aber abgelehnt wurden. Andere unterwarfen sich dem Landesgesetz, nachdem sie die äußeren Zeichen der Sekte abgelegt hatten. 1747 gab es in Altona noch die Ausländische Gesellschaft, in der die Zioniten still praktizierten, jedoch verlor die Sekte bald an Bedeutung und löste sich auf.